# 自由街225号
自由街225号（225 Liberty Street），原世界金融中心二号，是坐落于纽约市曼哈顿金融区自由街225号的一栋摩天大楼，高645英尺（197米），是世界金融中心建筑群中第二高的建筑。该建筑在设计上同世界金融中心三号类似，但是屋顶设计为圆拱形而非三号大楼的金字塔形。
世界金融中心二号在九一一恐怖袭击中被世界贸易中心双塔坍塌时掉落的碎片严重损伤，大楼因此封闭整修，直到2002年5月才重新开张。